# 本多錦吉郎

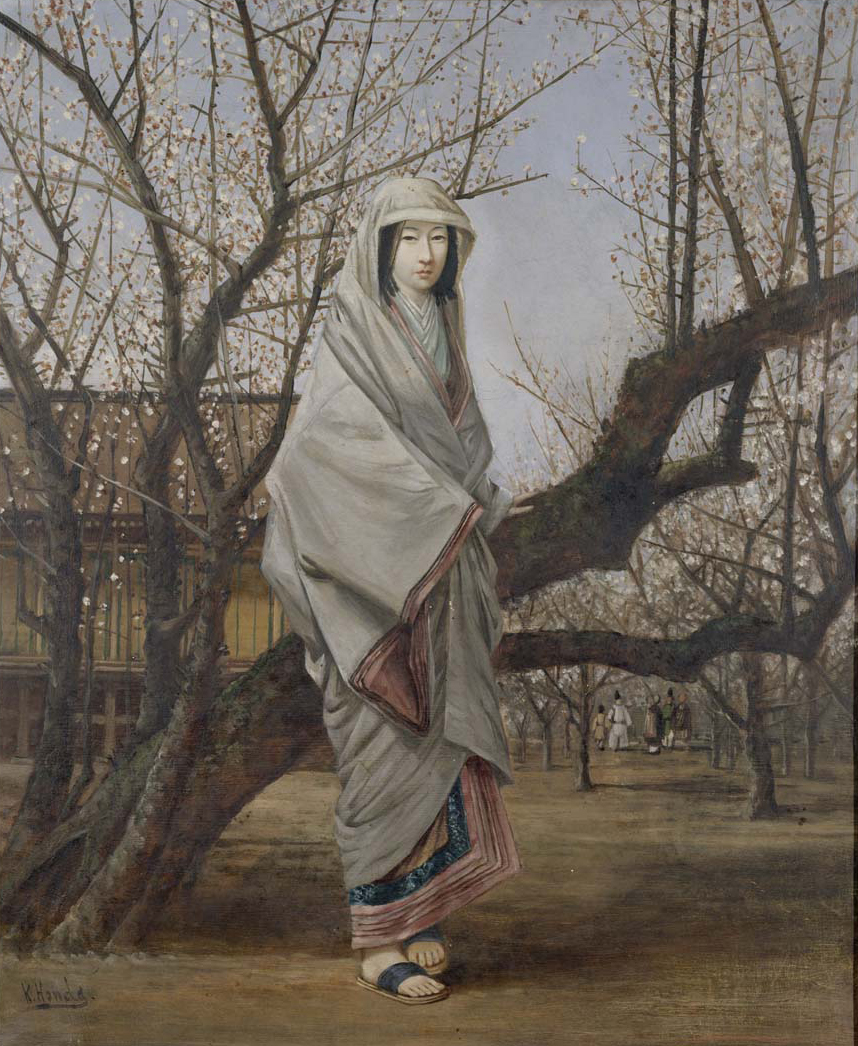
観梅図（1892年、東京国立博物館蔵）

本多 錦吉郎（ほんだ きんきちろう、1851年1月3日（嘉永3年12月2日）- 1921年（大正10年）5月26日）は、明治時代の洋画家・風刺漫画家・造園家。号は契山。

## 経歴

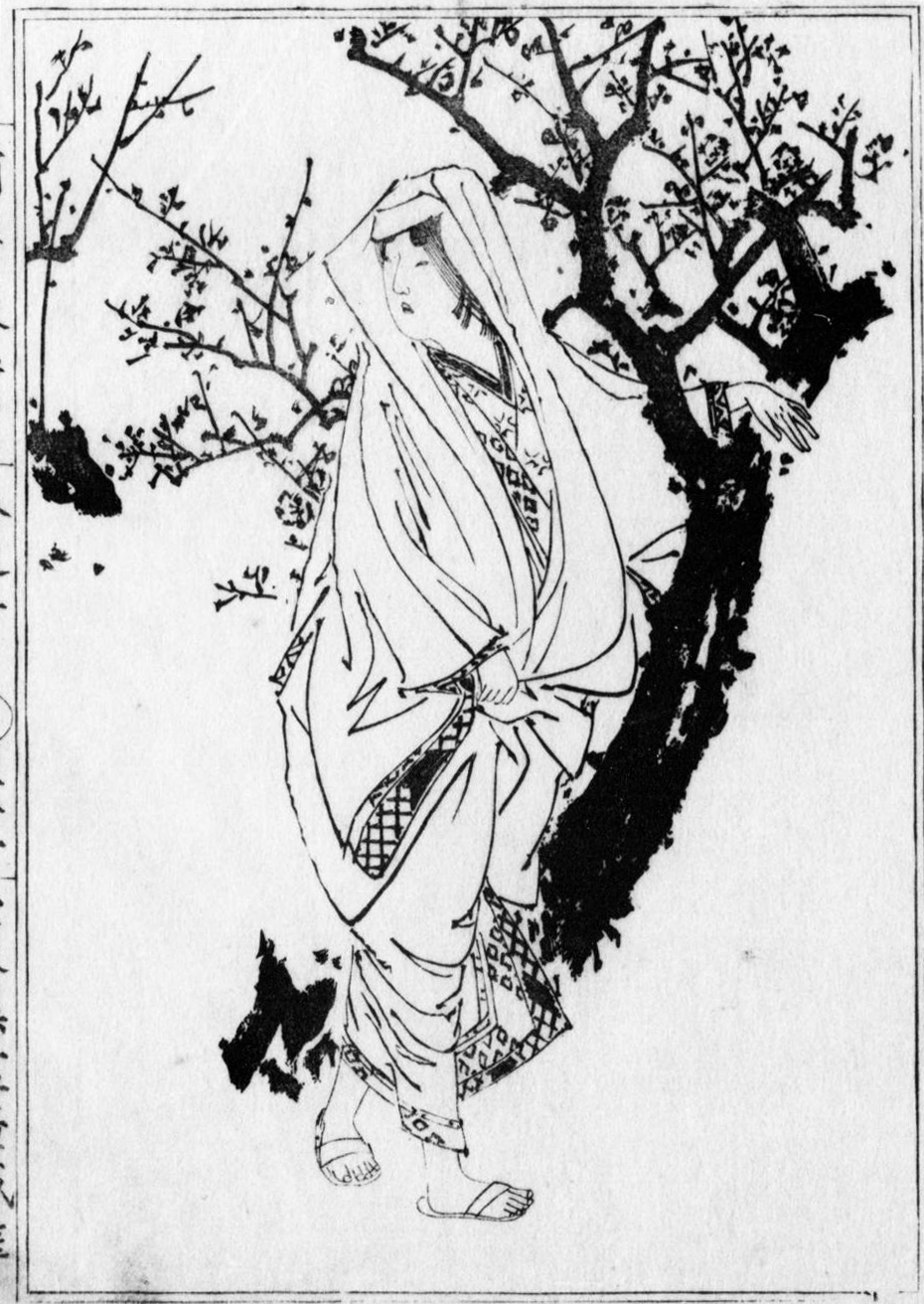
藤原朝臣俊成女『前賢故実』巻7より

青山隠田（現：東京都渋谷区神宮前）にあった広島藩の江戸屋敷で、本多房太郎の長男として生まれた。8歳の時、父が没し、15歳と言うことにして、家督を継いだ。1863年（文久3年）（12歳）、広島へ下り、1865年の第二次長州征伐に従軍した。
広島藩校の洋学所（現：修道中学校・高等学校）で洋式兵学を修め、イギリス遊学経験のある村田文夫に英語を学び、藩校の助教授になった。1871年（明治4年）、工部省出仕になった村田を追って上京し、慶應義塾で一年英語を修めた後、工部省測量司の測量学校に2期生（有給見習い）として入学した。しかし健康を害してしまい、退学に際して測量教師であったライマー・ジョンズ (Richard Oliver Rymer-Jones) が彼の画才を惜しみ、洋画家への転身を勧めたことになっている。

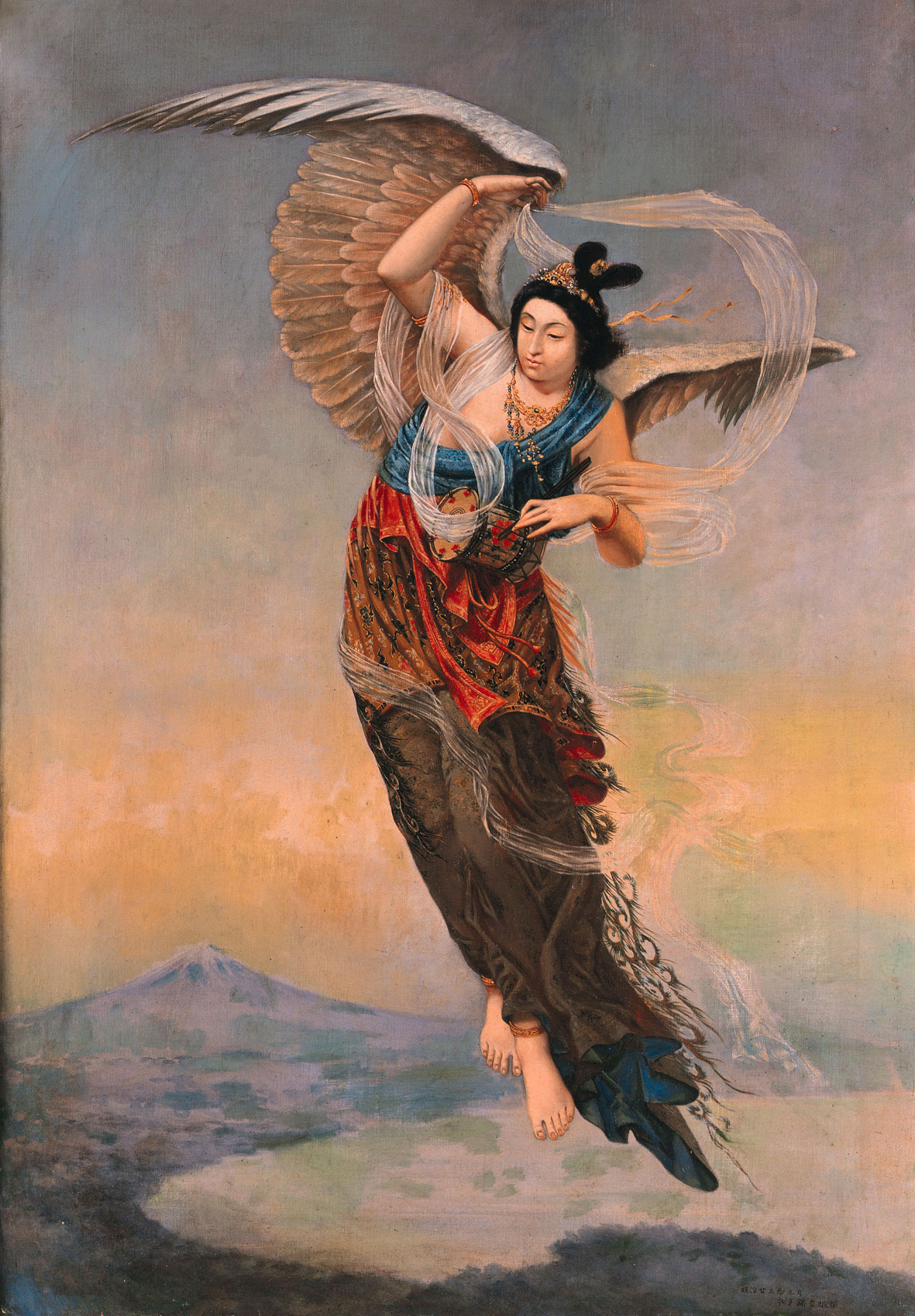
羽衣天女（1890年、兵庫県立美術館）、重要文化財

1874年（明治7年）、川端玉章に入門し、英国帰りである国沢新九郎の『彰技堂』塾に転じた。翌1875年（明治8年）、分舎の塾頭になり、1877年（明治10年）、国沢の没後、遺言により彰技堂を継いだ。弟子に、丸山晩霞・小川芋銭・下村為山・鳩山春子・松本民治、後に実業家となる村居銕次郎らがいた。彰技堂では、国沢が持ち帰った英技法書を翻訳し、講義した。その訳稿『画学類纂』9冊を、1890年（明治23年）9月から翌91年2月にかけて自費出版した。
1877-1883年（明治10-16年）に、週刊新聞『團團珍聞』及び姉妹紙の『驥尾團子』（きびだんご）に風刺漫画を提供した。1893年（明治27年）に小林清親が團團珍聞を退社すると、その後1年半ほど、同紙に関わった。1883年（明治16年）末から1901年（明治34年）まで、陸軍士官学校と陸軍幼年学校の図画の教官を続けた。1886年（明治19年）には、文部省の依頼で『小学画手本』14冊を編んだ。
1889年（明治22年）、岡倉天心・アーネスト・フェノロサらが、日本美術革新のため、洋画を排斥した東京美術学校を設立した時、対抗して、明治美術会を小山正太郎・浅井忠らと設立した。
日本庭園造園を好み、『図解庭造法』（1890年）などを著した。ジョサイア・コンドルは1893年、これを参考に"Landscape gardening in Japan"（日本の風景庭園）を出版し、2007年版『庭造法』にコンドルの序文が掲載された。本田は茶道も嗜み、『茶室構造法 茶道要訣 上下』（1893年）などを出版した。
1897年（明治30年）から1918年（大正7年）までに、八幡公園（佐世保市）（1915年）・龍頭山公園（釜山）・西公園（福岡市）、清流公園（北九州市）など、41の庭園を設計した。1902年（明治35年）、小沢圭次郎がロンドンの日英同盟記念博覧会に出展した、日本式庭園の鳥瞰図・詳細平面図を描いた。
1908年、赤坂で物故洋画家の追悼祭を催し、『洋風美術家小伝 追弔記念』を編んで配った。
1921年（大正10年）、東京で没した。70歳。品川の東海寺世尊殿裏に墓碑がある。1933年（昭和8年）に小川芋銭ら門下生が泉岳寺に建てた顕彰碑は、寺の改修計画の為、解体され、檀家墓地内にて保管されている。

## 主な絵画作品
| 作品名                       | 技法             | 形状・員数 | 寸法（縦x横cm） | 所有者               | 年代           | 落款・印章                                                                       | 備考                                                      |
| ---------------------------- | ---------------- | ---------- | --------------- | -------------------- | -------------- | -------------------------------------------------------------------------------- | --------------------------------------------------------- |
| 田家夜業図                   |                  |            |                 |                      | 1877年         |                                                                                  | 第1回内国勧業博覧会褒状                                   |
| 中禅寺湖夜景                 | 油彩・キャンバス | 1面        | 39.0x60.0       | 神奈川県立近代美術館 | 1880年頃       |                                                                                  |                                                           |
| 富士                         |                  |            |                 |                      | 1881年         |                                                                                  | 第2回内国勧業博覧会                                       |
| 筑波                         |                  |            |                 |                      | 1881年         |                                                                                  | 第2回内国勧業博覧会                                       |
| 上野公園の夏                 |                  |            |                 |                      | 1885年         |                                                                                  |                                                           |
| 羽衣天女                     | 油彩・キャンバス | 1面        |                 | 兵庫県立美術館       | 1890年         |                                                                                  | 第3回内国勧業博覧会褒状 重要文化財（令和6年度指定予定）。 |
| 観梅図（藤原俊成女観梅ノ図） |                  |            | 53.7x44.2       | 東京国立博物館       | 1892年         |                                                                                  | 『前賢故実』の藤原俊成女の図様に倣っている                |
| 富士                         | 水彩・紙         |            | 23.5x33.0       | 東京国立博物館       |                |                                                                                  |                                                           |
| 鎌倉小坪村風景               | 水彩・紙         | 1面        | 24.6x35.2       | 金沢文庫             | 1896年（推定） | 画面左下に「(20) 鎌倉小坪海岸」、右下に「K.Honda」のサイン                       | 村居銕次郎寄贈                                            |
| 相州鎌倉由比濱               | 水彩・紙         | 1面        | 24.0x34.2       | 神奈川県立近代美術館 | 1896年         | 画面右下に「相州鎌倉由比濱／K.Honda／明治廿九年八月写」、左下に「(22).」のサイン |                                                           |
| 景色                         |                  |            |                 | 府中市美術館         | 1898年         |                                                                                  | 明治美術会十周年記念展出品                                |
| 三保海岸富士                 |                  |            |                 |                      | 1902年         |                                                                                  |                                                           |
| 静物                         | 油彩・キャンバス | 1面        | 37.1x49.6       | 東京都現代美術館     | 制作年不詳     | 右下に「K.Honda」のサイン                                                        |                                                           |
| 豊穣への道                   |                  |            |                 | 個人                 | 制作年不詳     |                                                                                  |                                                           |